# Louisa Berkeley, hraběnka z Berkeley
Louisa Berkeley, hraběnka z Berkeley (rozená Lady Louisa Lennoxová; 24. prosince 1694 – 15. ledna 1716) byla sňatkem hraběnkou z Berkley.

## Původ a rodina
Louisa se narodila jako starší dcera, druhé ze tří dětí, Charlese Lennoxe, 1. vévody z Richmondu a jeho manželky Anne Brudenellové. Její starší bratr Charles Lennox, 2. vévoda z Richmondu byl britský generál a diplomat a mladší sestra Anne hraběnkou z Albemarle. Jejich otec Charles byl nemanželským synem anglického krále Karla II., což z Louisy a jejích sourozenců činilo vnoučata panovníka.

## Manželství a potomci
Šestnáctiletá Louisa se 13. února 1711 provdala za asi o čtrnáct let staršího hraběte z Berkeley. V době svatby o ní spisovatel Jonathan Swift řekl: „Tomu dítěti je jen 17 a je potměšilé, chamtivé, zlomyslné a pyšné.“
Za necelých pět let manželství Louisa porodila dvě děti:
- Augustus Berkeley, 4. hrabě z Berkeley (18. února 1715 – 9. ledna 1755)
- Elizabeth Berkeley (? – 1745), provdala se za Anthonyho Henleyho

Hraběnka zemřela v lednu 1716 v necelých dvaadvaceti letech na neštovice. Pohřbena byla v kostele svaté Marie v Berkeley.
Od roku 1714 až do své smrti byla Lady of the Bedchamber Karoliny z Ansbachu, princezny z Walesu.